# Liste der ungarischen Vorschläge für die Oscar-Nominierung in der Kategorie bester internationaler Film
Die Liste der ungarischen Vorschläge für die Oscar-Nominierung in der Kategorie bester internationaler Film (bis 2019 bester fremdsprachiger Film (Best Foreign Language Film of the Year), seit der Oscarverleihung 2020 Best International Feature Film). führt alle für Deutschland bei der Academy of Motion Picture Arts and Sciences (AMPAS) für die Kategorie eingereichten Filme.
Seit 1948 wird bei den Oscars alljährlich auch ein fremdsprachiger Film geehrt. Von 1948 bis 1956 geschah dies in Form eines Spezial- bzw. Ehrenoscars.

Eine eigene Kategorie mit fünf Nominierungen, wie in den übrigen regulären Kategorien, wurde im Jahr 1957 geschaffen. Der Preis wird an den Film und das vorschlagende Land vergeben und nicht an Einzelpersonen. Der Regisseur des Films nimmt den Preis üblicherweise stellvertretend für das gesamte Filmteam entgegen, ist aber kein offizieller Preisträger laut Richtlinien der Oscars. Auf der Statue selbst werden das Produktionsland, der Filmtitel und der Name des Regisseurs eingraviert.

Seit 2007 wird in einem zweistufigen Verfahren aus allen zugelassenen Einreichungen der vorschlagsberechtigten Länder eine Vorauswahl getroffen. Ein Komitee aus Mitgliedern der Academy nominiert mehrere Filme, die auf einer Short-List veröffentlicht werden. Aus diesen Vorschlägen werden die fünf Nominierungen ausgewählt. Bis 2019 erschienen 9 Film auf dieser Liste, 2020 dann einmalig 10. Aufgrund der Corona-Krise wurde diese Zahl 2021 auf 15 aufgestockt und beibehalten.
Ungarische Filme konnten bislang zweimal den Oscar in dieser Kategorie gewinnen. Insgesamt 10 Filmen gelang der Sprung auf die Nominierungsliste. Bislang 59 Filme wurden bei der Academy für die Kategorie als ungarischer Beitrag eingereicht. Ungarn hat seit 1966 ununterbrochen einen Film für die Kategorie vorgeschlagen.

Von der offiziellen AMPAS-Datenbank wird Ungarn mit 2 Siegen auf Platz 9 zusammen mit Israel und mit 10 Nominierungen auf Platz 9 geführt.
| Einreichungen | Short-List | Nominierungen | Auszeichnungen |
| ------------- | ---------- | ------------- | -------------- |
| 59            | 4          | 10            | 2              |

## Ungarische Vorschläge
| Jahr der Verleihung | Originaltitel                                       | Deutscher oder internationaler Verleihtitel   | Sprache(n)                                                  | Regisseur(e)                 | Produktionsland                                              | Ergebnis           |
| ------------------- | --------------------------------------------------- | --------------------------------------------- | ----------------------------------------------------------- | ---------------------------- | ------------------------------------------------------------ | ------------------ |
| 1966                | Húsz óra                                            | Zwanzig Stunden                               | Ungarisch                                                   | Zoltán Fábri                 | Ungarn                                                       | Nicht nominiert    |
| 1967                | Szegénylegények                                     | Die Hoffnungslosen                            | Ungarisch                                                   | Miklós Jancsó                | Ungarn                                                       | Nicht Nominiert    |
| 1968                | Apa                                                 | Vater                                         | Ungarisch                                                   | István Szabó                 | Ungarn                                                       | Nicht Nominiert    |
| 1969                | A Pál-utcai fiúk                                    | Jungs aus der Paulstraße                      | Ungarisch                                                   | Zoltán Fábri                 | Ungarn                                                       | Nominiert          |
| 1970                | Feldobott kő                                        | Der geworfene Stein                           | Ungarisch                                                   | Sándor Sára                  | Ungarn                                                       | Nicht nominiert    |
| 1971                | Szerelmesfilm                                       | Ein Liebesfilm                                | Ungarisch                                                   | István Szabó                 | Ungarn                                                       | Nicht nominiert    |
| 1972                | Szerelem                                            | Liebe                                         | Ungarisch                                                   | Károly Makk                  | Ungarn                                                       | Nicht nominiert    |
| 1973                | Jelenidő                                            | Gegenwart                                     | Ungarisch                                                   | Péter Bacsó                  | Ungarn                                                       | Nicht nominiert    |
| 1974                | Fotográfia                                          | Fotografie                                    | Ungarisch                                                   | Pál Zolnay                   | Ungarn                                                       | Nicht nominiert    |
| 1975                | Macskajáték                                         | Macskajáték                                   | Ungarisch, Deutsch                                          | Károly Makk                  | Ungarn                                                       | Nominiert          |
| 1976                | Örökbefogadás                                       | Adoption                                      | Ungarisch                                                   | Márta Mészáros               | Ungarn                                                       | Nicht nominiert    |
| 1977                | Az Ötödik pecsét                                    | Das fünfte Siegel                             | Ungarisch                                                   | Zoltán Fábri                 | Ungarn                                                       | Nicht nominiert    |
| 1978                | Herkulesfürdői emlék                                | Erinnerungen an Herkulesbad                   | Ungarisch                                                   | Pál Sándor                   | Ungarn                                                       | Nicht nominiert    |
| 1979                | Magyarok                                            | Die Ungarn                                    | Ungarisch                                                   | Zoltán Fábri                 | Ungarn                                                       | Nominiert          |
| 1980                | Angi Vera                                           | Veras Erziehung                               | Ungarisch                                                   | Pál Gábor                    | Ungarn                                                       | Nicht nominiert    |
| 1981                | Bizalom                                             | Zimmer ohne Ausgang                           | Ungarisch                                                   | István Szabó                 | Ungarn                                                       | Nominiert          |
| 1982                | Mephisto                                            | Mephisto                                      | Ungarisch, Deutsch                                          | István Szabó                 | Ungarn, BR Deutschland, Österreich                           | Gewonnen           |
| 1983                | Megáll az idö                                       | Die Zeit steht still                          | Ungarisch                                                   | Péter Gothár                 | Ungarn                                                       | Nicht nominiert    |
| 1984                | Jób lázadása                                        | Hiobs Revolte                                 | Ungarisch                                                   | Imre Gyöngyössy, Barna Kabay | Ungarn, BR Deutschland                                       | Nominiert          |
| 1985                | Yerma                                               | Yerma                                         | Ungarisch                                                   | Imre Gyöngyössy, Barna Kabay | Ungarn                                                       | Nicht nominiert    |
| 1986                | Redl ezredes                                        | Oberst Redl                                   | Deutsch, Ungarisch                                          | István Szabó                 | Ungarn, BR Deutschland, Österreich, Jugoslawien              | Nominiert          |
| 1987                | Macskafogó                                          | Cat City                                      | Ungarisch                                                   | Béla Ternovszk               | Ungarn, BR Deutschland, Kanada                               | Nicht nominiert    |
| 1988                | Napló szerelmeimnek                                 | Tagebuch für meine Lieben                     | Ungarisch                                                   | Márta Mészáros               | Ungarn                                                       | Nicht nominiert    |
| 1989                | Profeta                                             | Hanussen                                      | Ungarisch, Deutsch                                          | István Szabó                 | Ungarn, BR Deutschland, Österreich                           | Nominiert          |
| 1990                | Az Én XX. századom                                  | Mein 20. Jahrhundert                          | Ungarisch                                                   | Ildikó Enyedi                | Ungarn, BR Deutschland, Kuba                                 | Nicht Nominiert    |
| 1991                | Kicsi, de nagyon erös                               | Klein, aber sehr stark                        | Ungarisch                                                   | Ferenc Grunwalsky            | Ungarn                                                       | Nicht Nominiert    |
| 1992                | Félálom                                             | Félálom / Brats                               | Ungarisch                                                   | János Rózsa                  | Ungarn                                                       | Nicht Nominiert    |
| 1993                | Édes Emma, drága Böbe – vázlatok, aktok             | Süße Emma, liebe Böbe                         | Ungarisch                                                   | István Szabó                 | Ungarn                                                       | Nicht Nominiert    |
| 1994                | Sose halunk meg                                     | We Never Die                                  | Ungarisch                                                   | Róbert Koltai                | Ungarn                                                       | Nicht Nominiert    |
| 1995                | Woyzeck                                             | Woyzeck                                       | Ungarisch                                                   | János Szász                  | Ungarn                                                       | Nicht Nominiert    |
| 1996                | A részleg                                           | The Outpost                                   | Ungarisch                                                   | Péter Gothár                 | Ungarn, Rumänien                                             | Nicht Nominiert    |
| 1997                | Haggyállógva Vászka                                 | Letgohand Vaska (A Tale from the Labour Camp) | Ungarisch                                                   | Péter Gothár                 | Ungarn                                                       | Nicht Nominiert    |
| 1998                | Witman fiúk                                         | Die Witman Brüder                             | Ungarisch                                                   | János Szász                  | Ungarn                                                       | Nicht Nominiert    |
| 1999                | Romani kris – Cigánytörvény                         | Romani Kris – Zigeunergesetz                  | Ungarisch                                                   | Bence Gyöngyössy             | Ungarn                                                       | Nicht Nominiert    |
| 2000                | Nekem lámpást adott kezembe az Úr Pesten            | Die Laterne des Herrn in Budapest             | Ungarisch                                                   | Bence Gyöngyössy             | Ungarn                                                       | Nicht Nominiert    |
| 2001                | Glamour                                             | Glamour                                       | Ungarisch                                                   | Frigyes Gödrös               | Ungarn                                                       | Nicht Nominiert    |
| 2002                | Torzók                                              | Vereinsamt                                    | Ungarisch                                                   | Arpád Sopsits                | Ungarn                                                       | Nicht Nominiert    |
| 2003                | Hukkle                                              | Hukkle – Das Dorf                             | Ungarisch                                                   | György Pálfi                 | Ungarn                                                       | Nicht Nominiert    |
| 2004                | Rengeteg                                            | Rengeteg                                      | Ungarisch                                                   | Benedek Fliegauf             | Ungarn                                                       | Nicht Nominiert    |
| 2005                | Kontroll                                            | Kontroll                                      | Ungarisch                                                   | Nimród Antal                 | Ungarn                                                       | Nicht Nominiert    |
| 2006                | Sorstalanság                                        | Fateless – Roman eines Schicksallosen         | Ungarisch, Deutsch, Englisch, Jiddisch, Hebräisch, Polnisch | Lajos Koltai                 | Ungarn, Deutschland, Vereinigtes Königreich                  | Nicht Nominiert    |
| 2007                | Fehér Tenyér                                        | Kontroll                                      | Ungarisch, Russisch, Englisch                               | Szabolcs Hajdu               | Ungarn                                                       | Nicht Nominiert    |
| 2008                | Taxidermia                                          | Taxidermia – Friss oder stirb                 | Ungarisch, Russisch, Englisch                               | György Pálfi                 | Ungarn, Österreich, Frankreich                               | Nicht Nominiert    |
| 2009                | Iszka utazása                                       | Iskas Reise                                   | Ungarisch, Rumänisch                                        | Csaba Bollók                 | Ungarn                                                       | Nicht Nominiert    |
| 2010                | Kaméleon                                            | Kameleon – Ich bin der, den Du sehen willst   | Ungarisch                                                   | Krisztina Goda               | Ungarn                                                       | Nicht Nominiert    |
| 2011                | Bibliothèque Pascal                                 | Bibliothèque Pascal                           | Rumänisch, Ungarisch, Englisch                              | Szabolcs Hajdu               | Ungarn                                                       | Nicht Nominiert    |
| 2012                | A Torinói ló                                        | Das Turiner Pferd                             | Ungarisch                                                   | Béla Tarr, Ágnes Hranitzky   | Ungarn, Frankreich, Deutschland, Schweiz, Vereinigte Staaten | Nicht Nominiert    |
| 2013                | Csak a szél                                         | Just the Wind                                 | Ungarisch                                                   | Benedek Fliegauf             | Ungarn, Frankreich, Deutschland                              | Nicht Nominiert    |
| 2014                | A nagy füzet                                        | Das große Heft                                | Ungarisch                                                   | János Szász                  | Ungarn                                                       | Short-List         |
| 2015                | Fehér isten                                         | Underdog                                      | Ungarisch                                                   | Kornél Mundruczó             | Ungarn, Deutschland, Schweden                                | Nicht nominiert    |
| 2016                | Saul fia                                            | Son of Saul                                   | Ungarisch, Jiddisch, Deutsch, Polnisch                      | László Nemes Jeles           | Ungarn                                                       | Gewonnen           |
| 2017                | Tiszta szívvel                                      | Kills on Wheels                               | Ungarisch                                                   | Attila Till                  | Ungarn                                                       | Nicht nominiert    |
| 2018                | Testről és lélekről                                 | Körper und Seele                              | Ungarisch                                                   | Ildikó Enyedi                | Ungarn                                                       | Nominiert          |
| 2019                | Napszállta                                          | Sunset                                        | Ungarisch                                                   | László Nemes Jeles           | Ungarn                                                       | Nicht nominiert    |
| 2020                | Akik maradtak                                       | Those Who Remained                            | Ungarisch                                                   | Barnabás Tóth                | Ungarn                                                       | Short-List         |
| 2021                | Felkészülés meghatározatlan ideig tartó együttlétre | Márta sucht János                             | Ungarisch, Englisch                                         | Lili Horvát                  | Ungarn                                                       | Nicht nominiert    |
| 2022                | Post Mortem                                         | Post Mortem                                   | Ungarisch, Deutsch                                          | Péter Bergendy               | Ungarn                                                       | Nicht nominiert    |
| 2023                | Blokád                                              | Blockade                                      | Ungarisch, Deutsch                                          | Ádám Tõsér                   | Ungarn                                                       | Nicht nominiert    |
| 2024                | Kojot négy lelke                                    | Four Souls of Coyote                          | Ungarisch, Englisch                                         | Áron Gauder                  | Ungarn                                                       | Nicht nominiert    |
| 2025                | Semmelweis                                          | Semmelweis                                    | Ungarisch                                                   | Lajos Koltai                 | Ungarn                                                       | noch nicht bekannt |

## Die erfolgreichsten Regisseure
mit mindestens einer Nominierung oder Short-List
| Regisseur                    | Einreichungen | Short-List | Nominierungen | Auszeichnungen |
| ---------------------------- | ------------- | ---------- | ------------- | -------------- |
| Ildikó Enyedi                | 1             | 1          | 1             | 0              |
| Zoltán Fábri                 | 4             | /          | 2             | 0              |
| Imre Gyöngyössy, Barna Kabay | 2             | /          | 1             | 0              |
| Károly Makk                  | 2             | /          | 1             | 0              |
| László Nemes Jeles           | 2             | 1          | 1             | 1              |
| János Szász                  | 2             | 1          | 0             | 0              |
| István Szabó                 | 7             | /          | 4             | 1              |
| Barnabás Tóth                | 1             | 1          | 0             | 0              |